# Adara (imię)
Adara – żeńskie imię pochodzenia arabskiego i hebrajskiego, które oznacza „pannę” lub „dziewicę”. Również jako Adra. 